# Valle de Villaverde
Valle de Villaverde is een gemeente in de Spaanse provincie en regio Cantabrië met een oppervlakte van 19,53 km². Valle de Villaverde telt 327 inwoners (1 januari 2016).

## Demografische ontwikkeling
Bron: INE, 1857-2011: volkstellingen